# Villaseco de los Reyes
Villaseco de los Reyes ist eine kleine westspanische Gemeinde (municipio) in der Provinz Salamanca in der Autonomen Gemeinschaft Kastilien-León. 2024 hatte die Gemeinde 298 Einwohner. Neben dem Hauptort Villaseco besteht die Gemeinde aus den Ortschaften El Campo de Ledesma, Gejo de los Reyes und Berganciano sowie aus der Wüstung Moscosa y Gusende.

## Geographie
Villaseco de los Reyes befindet sich etwa 43 Kilometer nordwestlich vom Stadtzentrum der Provinzhauptstadt Salamanca in einer Höhe von 770 m. Der Río Tormes wird hier zur Embalse de Almendra aufgestaut.

## Bevölkerungsentwicklung
| Jahr      | 1900 | 1920 | 1950 | 1970 | 1981 | 1991 | 2001 | 2011 | 2021 |
| Einwohner | 665  | 562  | 557  | 592  | 561  | 478  | 447  | 400  | 314  |

## Sehenswürdigkeiten
- Kirche der Unbefleckten Empfängnis (Iglesia de la Immaculada Concepción)

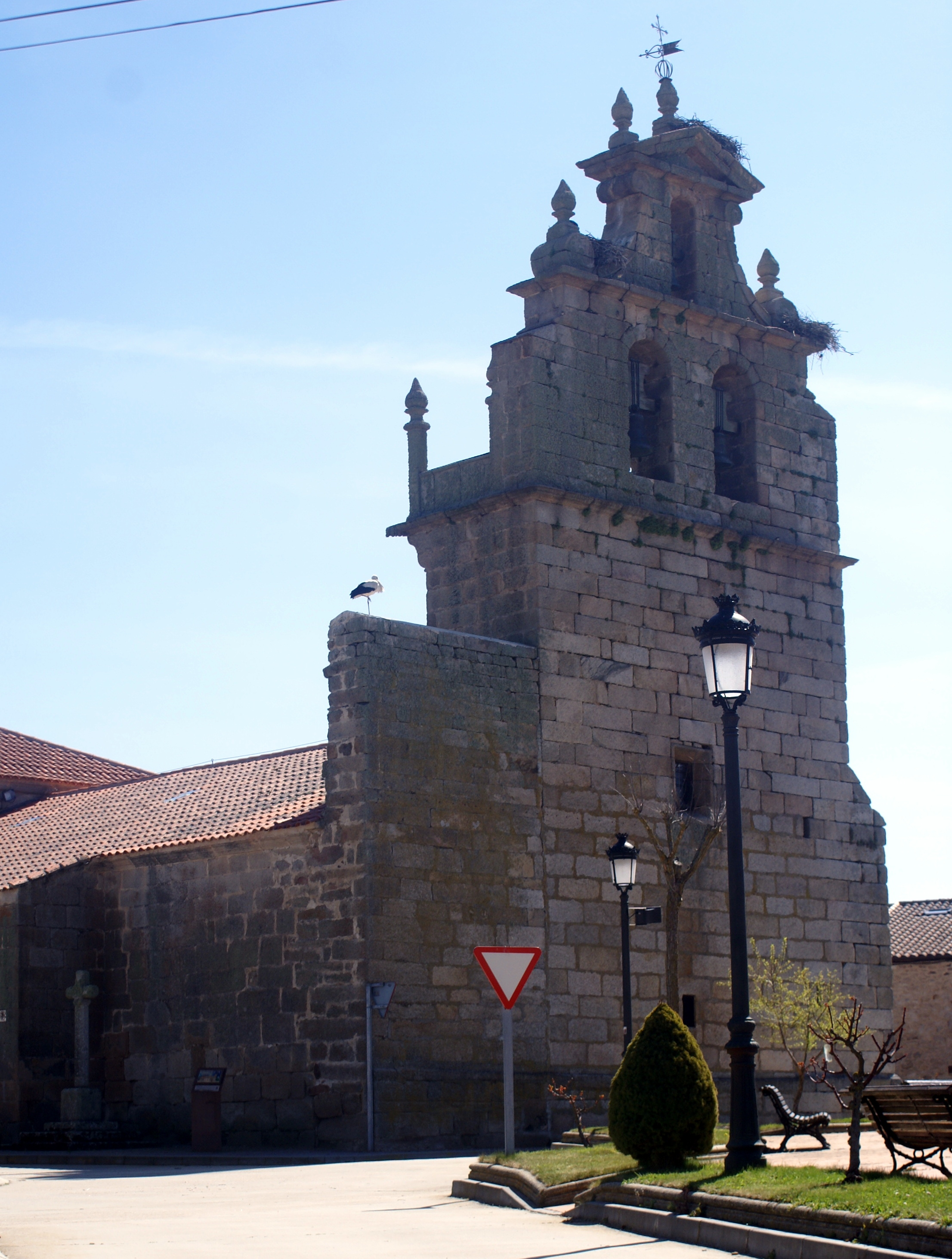
Kirche der Unbefleckten Empfängnis